# Теорема Риса — Торина
Теорема Риса — Торина — утверждение о свойствах интерполяционных пространств. Была сформулирована в 1926 году Марселем Рисом, и в операторной форме сформулирована и доказана Улофом Ториным в 1939 году.
Согласно теореме, для двух пространств {\displaystyle (\Omega _{1},\Sigma _{1},\mu _{1})} и {\displaystyle (\Omega _{2},\Sigma _{2},\mu _{2})} с мерами {\displaystyle \mu _{1}} и {\displaystyle \mu _{2}} соответственно и двух банаховых пространств комплекснозначных функций {\displaystyle L_{p}(\Omega _{i})}, суммируемых с {\displaystyle p}-й степенью {\displaystyle (p\geqslant 1)} по мерам {\displaystyle \mu _{i}} {\displaystyle (i=1,2)}, тройка банаховых пространств {\displaystyle (L_{p_{0}}(\Omega _{1}),L_{p_{1}}(\Omega _{1}),L_{p}(\Omega _{1}))} является нормально интерполяционной типа {\displaystyle \alpha } относительно тройки {\displaystyle (L_{q_{0}}(\Omega _{2}),L_{q_{1}}(\Omega _{2}),L_{q}(\Omega _{1}))}, если:
{\displaystyle {\frac {1}{p}}={\frac {1-\alpha }{p_{0}}}+{\frac {\alpha }{p_{1}}}} и {\displaystyle {\frac {1}{q}}={\frac {1-\alpha }{q_{0}}}+{\frac {\alpha }{q_{1}}}},
где {\displaystyle 0\leqslant \alpha \leqslant 1}. (Тройка банаховых пространств {\displaystyle (A,B,E)} является интерполяционной типа {\displaystyle \alpha }, где {\displaystyle 0\leqslant \alpha \leqslant 1}, относительно тройки {\displaystyle (C,D,F)}, если она интерполяционна и выполнено неравенство {\displaystyle \|T\|_{E\rightarrow F}\leqslant c\|T\|_{A\rightarrow C}^{1-\alpha }\|T\|_{B\rightarrow D}^{\alpha }}.)
Доказательство теоремы использует теорему о трёх прямых из теории аналитических функций.